# この世の果てまで
「この世の果てまで」(このよのはてまで、英: The End of the World) は、アメリカ合衆国の女性歌手、スキータ・デイヴィスのヒット曲である。1962年12月にRCAレコードから発売され、世界的に流行した。作曲はアーサー・ケント、作詞はシルビア・ディー。ナット・キング・コールの「トゥー・ヤング」の作詞者としても知られているディーは彼女の父の死の悲しみをくみ上げてこの詞を書いた。
原題の「The End of the World」は直訳するなら「この世の終わり」であり、これを日本語で「この世の果てまで」と翻訳するのは泉山真奈美によれば「余りにも的外れ」である 。

## 反響
1962年12月のリリース後、翌1963年3月にはBillboard Hot 100で最高2位を記録、Billboard カントリー・シングル・チャートでも2位を記録（デイヴィスはカントリー歌手であるため、レコードはクロスオーバーとして成功した）、Billboard イージーリスニング・チャートでは1位を記録した。さらに、Billboard リズム・アンド・ブルース・チャートでは1位を記録し、そのチャートでは極めてまれな女性コーカソイド歌手によるヒットとなった。
ルビー＆ザ・ロマンティックスの曲「燃ゆる初恋」に「この世の果てまで」がポップ・チャートで1位となるのを阻まれはしたが、この歌の人気は Billboard's list of the year's 20 biggest hits で3位にランクインするほどである。
デイヴィスのレコードはチェット・アトキンスがプロデュースしたもので、1960年代のナッシュビル・サウンドの代表例と考えられている。2001年のアトキンスの葬儀では、マーティ・スチュワートによる器楽演奏でこの曲が演奏された。2004年にライマン公会堂で行われたデイヴィスの葬儀では、デイヴィスのバージョンのこの曲が流された。
デイヴィスは、この曲以外の複数の曲においても、カントリー・ミュージック・チャートやその他のチャートでヒットさせている。しかし、彼女はこの曲の成功後は常に「この世の果てまで」と同一視され、あらゆるコンサート出演でこの曲を歌った。

## ソニアによるカバー・バージョン
イギリスの歌手ソニアによるカバー・バージョンは1枚目のスタジオ・アルバム『エブリバディ・ノウズ』から5枚目および最後のシングルとしてリリースされた。
ストック・エイトキン・ウォーターマンがプロデュースした最後のシングルとなった。

## その他のカバー・バージョン
- ジュリー・ロンドン：アルバム『The End of the World』（1963年）[6]
- ディオン：アルバム『Ruby baby』（1963年）
- パティ・ペイジ：アルバム『Say wonderful things』（1963年）
- ボビー・ダーリン：アルバム『18 yellow roses』（1963年）
- ブレンダ・リー：アルバム『Let Me Sing』（1964年）[7]
- ロレッタ・リン：アルバム『Before I'm Over You』（1964年）[8]
- パティ・デューク：アルバム『Don't just stand there』（1965年）
- ハーマンズ・ハーミッツ：アルバム『Herman's Hermits』（1965年）[9]
- アル・マルティーノ：アルバム『Spanish eyes』（1966年）
- クロディーヌ・ロンジェ：アルバム『The Look of Love』（1967年）[10]
- ナンシー・シナトラ：アルバム『Country, My Way』（1967年）
- ジョニー・マティス：アルバム『Those were the days』（1968年）
- ボビー・ヴィントン：アルバム『Sealed with a Kiss』（1972年）[11]
- カーペンターズ：アルバム『ナウ・アンド・ゼン』（1973年）[12]
- 天地真理：ライブ・アルバム『天地真理 オン・ステージ』（1974年）
- 岡崎友紀：ライブ・アルバム『たった1日だけどマイコンサート』（1975年、日本語詞でカバー）
- デビー・ブーン：アルバム『You Light Up My Life』（1977年）
- ビビアン・チョウ：シングル『情迷』（1990年、広東語詞でカバー）
- チエコ・ビューティー：アルバム『BEAUTY'S ROCK STEADY』（1992年）
- 原田知世：アルバム『カコ』（1994年）[13]
- 田原俊彦：アルバム『MY FAVORITE SONGS』（1994年）
- 鈴木トオル：アルバム『約束』（1995年、日本語詞でカバー）[14]
- かとうれいこ：アルバム『FILE』（1996年）
- ニーナ・ゴードン：アルバム『Tonight and the Rest of My Life』（2000年）
- アン・マレー：アルバム『Country Croonin'』（2002年）[15]
- ジョン・クーガー・メレンキャンプ：アルバム『Trouble No More』（2003年）[16]
- 竹内まりや：アルバム『Longtime Favorites』（2003年）[17]
- アグネッタ・フォルツコグ：アルバム『My Colouring Book』（2004年）[18]
- サリー・ソウル・シチュー：アルバム『宇宙でランデヴー』（2007年）
- 加藤いづみ：アルバム『private』（2008年）
- スーザン・ボイル：アルバム『夢やぶれて』（2009年）[19]
- 毛皮のマリーズ：アルバム『THE END』（2011年）
- 鄧紫棋：シングル『后会无期』（2014年、中国語詞でカバー）

## チャート・パフォーマンス
| チャート（1963年）                                 | 最高位 |
| -------------------------------------------------- | ------ |
| オーストラリア・ケント・ミュージック・レポート     | 32     |
| 全英シングルチャート                               | 18     |
| アメリカ・ビルボード・ホット・カントリー・シングル | 2      |
| アメリカ・ビルボード・ホット100                    | 2      |
| アメリカ・ビルボード・イージーリスニング           | 1      |

## 備考
デイヴィスのバージョンは、多くの映画（たとえば『17歳のカルテ』、『サンキュー、ボーイズ』、『パイレーツ・ロック』など）やテレビドラマ『マッドメン』のサウンドトラックに収録されている。
村上春樹の小説『世界の終りとハードボイルド・ワンダーランド』（1985年）には歌詞の一節がエピグラフとして引用されている。
1990年には、西日本旅客鉄道（JR西日本）グループ各社紹介の、企業イメージCMの音楽にも起用された。
1991年には、ドラマ『天国から北へ3キロ』（フジテレビ）の挿入歌にも起用された。
2013年には、『映画 謎解きはディナーのあとで』で使用された。

2015年には、映画『進撃の巨人 ATTACK ON TITAN エンド オブ ザ ワールド』の挿入歌に使用された。
2018年には、SEKAI NO OWARIのファンクラブツアー「Fafrotskies」の会場BGMとして使用された。